# لجنة اللغة العبرية

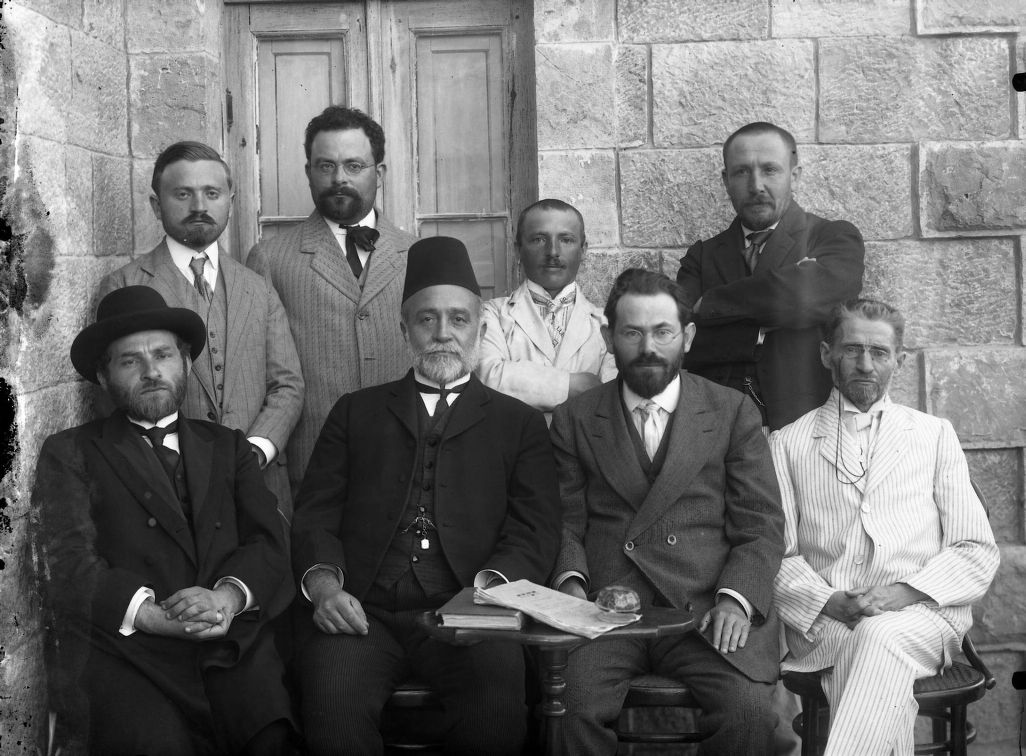

لجنة اللغة العبرية (بالعبرية: ועד הלשון העברית) هي منظمة إسرائيلية اسسها إليعيزر بن يهودا ورافقت إحياء اللغة العبرية في دولة إسرائيل.
في عام 1890 قررت جمعية «لغة مفهومة» لابن يهودا ان تقيم «لجنة لادب اللغة»، لكي تزيد من استعمال اللغة العبرية كلغة الحديث ولكي تقترح كلمات جديدة في اللغة. فورًا بعد ذلك قاموا بتغيير اسم اللجنة ل-«لجنة اللغة». لقد تم انتخاب بن يهودا كرئيس للجنة، واعضاؤها كانوا: الربان حاييم هرشنزون، دافيد يلين، زاب يعباز، ابراهام موشيه لونز، الربان يعقوب مئير وياحيل ميخال فينس. اللجنة عملت لمدة سنة وتوقفت.
في عام 1904 تجدد عمل اللجنة بواسطة المدرسين اليهود، الذين واجهوا مصاعب كبيرة في استخدام اللغة العبرية للتعليم. وقد حددت أعمال اللجنة:
1. السماح باستخدام اللغة العبرية كلغة حديث في كل شؤون الحياة، في المنزل، في المدرسة، في الحياة الاجتماعية، في البيع والشراء، في الصناعة والفنون، في الابداع والعلوم.
2. الحفاظ على الصفات الشرقية للغة وصورتها المميزة الأساسية بكتابة الاحرف ولفظها، في مبنى الكلمات وصيغتها.

اللجنة عملت على تحديد مبدأ انتظام في اللغة العبرية، في القواعد، في اللفظ وفي تحليل الكلمات. اللجنة واجهت ايضًا انتقاد واسع حول طريقة عملها وحول الكلمات التي قامت بتجديدها، وهناك من نعتها بالازدراء واختراع الكلمات.
مع قيام دولة إسرائيل اقترح دافيد بن غوريون بتغيير لجنة اللغة إلى "مجمع اللغة العبرية"، وحقًا في عام 1953 سنّت الكنيست "قانون المعهد العالي للغة العبرية (1953)، الذي بمساهمته تم تغيير «لجنة اللغة» إلى "أكاديمية اللغة العبرية".

## رؤساء لجنة اللغة العبرية
- إليعيزر بن يهودا - من عام 1912 حتى وفاته عام 1922.
- دافيد يلين - من عام 1912 حتى وفاته عام 1942.
- د. أهرون مئير مزيا - من عام 1926 حتى وفاته عام 1930.
- حاييم نحمان بياليك - من عام 1924 حتى وفاته عام 1934.
- نفتالي هيريز طور سيناي - من عام 1934 حتى تأسيس مجمع اللغة العبرية.
- يوسف كلوزنر - من عام 1942 حتى تأسيس مجمع اللغة العبرية.

في كل سنوات عمل لجنة اللغة العبرية كان لها رئيسان: الأول من القدس والآخر من تل أبيب، ولهذا هناك تشابك في فترات حكم الرؤساء.